# Ensayo de compactación Proctor

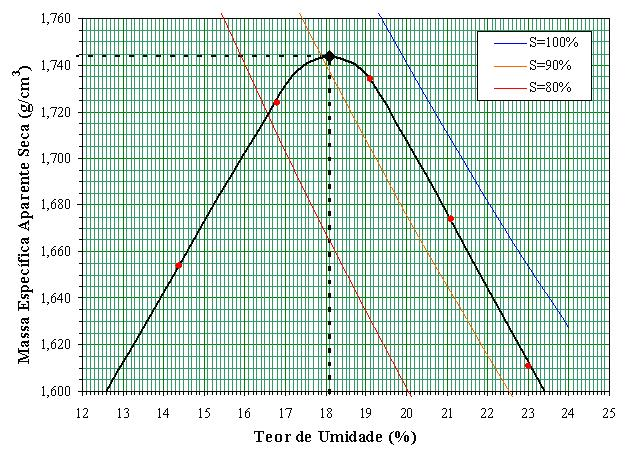
Curva de Compactación de la cual se obtiene la humedad óptima y la masa específica.

En mecánica de suelos, el ensayo de compactación Proctor es uno de los más importantes procedimientos de estudio y control de calidad de la compactación de un terreno. A través de él es posible determinar la densidad seca máxima de un terreno en relación con su grado de humedad, a una energía de compactación determinada. 
Existen dos tipos de ensayo Proctor normalizados; el "Ensayo Proctor Standard", y el "Ensayo Proctor Modificado". La diferencia entre ambos se encuentra en la energía utilizada, la cual se modifica según el caso variando el número de golpes, el pisón (cambia altura y peso), el molde y el número de capas. La razón de que haya dos ensayos distintos no es más que la modernización de uno con respecto al otro. El origen del ensayo del Próctor Modificado se remonta a la Segunda Guerra Mundial, cuando estadounidenses y británicos debían realizar ensayos sobre la calidad de los pavimentos de obras aeroportuarias, y estos debían estar adaptados a los aviones de la época de una carga muy superior a la de vehículos terrestres. Por ello, se “actualizó” el ensayo del Próctor exigiéndole una mayor cantidad de energía, con lo que se pasó denominar ensayo Próctor Estándar al original y Ensayo Próctor Modificado al más reciente.
Ambos ensayos se deben al ingeniero que les da nombre, Ralph R. Proctor (1933), y determinan la máxima densidad que es posible alcanzar para suelos, en determinadas condiciones de humedad y energía.
El ensayo consiste en compactar una porción de suelo en un cilindro con volumen conocido, haciéndose variar la humedad para obtener la curva que relaciona la humedad y la densidad seca máxima a determinada energía de compactación. El punto máximo de esta curva corresponde a la densidad seca máxima en ordenadas y a la humedad óptima en abscisas. 
La energía de compactación viene dada por la ecuación:

{\displaystyle Y={\frac {n\cdot N\cdot P\cdot H}{V}}}

Donde:
- Y - energía a aplicar en la muestra de suelo;
- n - número de capas a ser compactadas en el cilindro de moldeado;
- N - número de golpes aplicados por capa;
- P - peso del pisón;
- H - altura de caída del pisón; y
- V - volumen del cilindro.

El Grado de compactación de un terreno se expresa en porcentaje respecto al ensayo Proctor; es decir, una compactación del 85% de Proctor Standard quiere decir que se alcanza el 85% de la máxima densidad del Proctor Standard. El porcentaje puede ser mayor al 100%, por ejemplo, en casos en que la energía de compactación en campo es mayor a la del Proctor Standard.
Las principales normativas que definen estos ensayos son las normas americanas ASTM  D-698 (ASTM es la American Society for Testing Materials, Sociedad Estadounidense para el Ensayo de Materiales) para el ensayo Proctor estándar y la ASTM D-1557 para el ensayo Proctor modificado. En España existen las normas UNE 103-500-94 que define el ensayo de compactación Proctor normal y la UNE 103-501-94 que define el ensayo Proctor modificado. En Argentina se puede referir a las normas de Vialidad Nacional.